# Casa al carrer Dolors Gomis, 9 (Agullana)
La Casa al carrer Dolors Gomis, 9 és una obra d'Agullana (Alt Empordà) inclosa a l'Inventari del Patrimoni Arquitectònic de Catalunya.

## Descripció
Edifici situat al centre del poble, de planta baixa i dos pisos amb coberta a dues vessants. Aquesta casa té un gran pati, que exteriorment no es pot veure, per una gran paret de pedra amb barana amb balustrada. Tot i que la casa té dos pisos, a la part del garatge només hi ha un pis i la coberta és aterrassada, terrassa que dona a la façana lateral i a la que s'accedeix a través del primer pis. La resta de la façana pertany a l'habitatge amb la porta d'accés a la casa i les obertures corresponents a les diverses cambres de la casa. Aquestes obertures són en arc rebaixat i estan emmarcades amb una motllura. El segon pis té una balconada correguda de ferro forjat.